# Грейс Рендольф
Грейс Рендольф — американська репортерка, кінокритикиня, ютуберка і авторка коміксів. На YouTube вона веде свій канал Beyond the Trailer. Вона написала численні комікси, серед яких випуски Justice League Unlimited і X-Men: Nation X, а також створила оригінальну серію коміксів Supurbia.

## Освіта
Грейс Рендольф навчалася в Школі мистецтв Тіша Нью-Йоркського університету та була частиною комедійної групи Upright Citizens Brigade.

## Кар'єра

### Комікси
З 2008 по 2009 рік Рендольф писала для Tokyopop адаптації манги франшиз відеоігор Warcraft і StarCraft.
У 2009 році Грейс написала для DC Comics Justice League Unlimited #4. Далі вона стала авторкою Muppet Peter Pen для Boom! Studios, який був переосмисленням Пітера Пена як історії Маппет. У 2010 році вона написала Her-oes, міні-серію коміксів про підліткові роки деяких із найвідоміших жінок- месників Marvel Comics. У 2011 році написала комікс Fraggle Rock для Archaia.
У 2012 році Рендольф створила і написала оригінальну серію коміксів Supurbia, яку опублікували Boom! Studios. Supurbia — це інтерпретація жанру супергероїв у «Справжніх домогосподарок», яка «досліджує драму особистого життя супергероїв» у контексті способу життя в передмісті. Спочатку це була обмежена серія з чотирьох випусків, але її успіх призвів до продовження до дванадцяти випусків.
Вона також писала X-Men: Nation X для Marvel Comics.

### YouTube і телебачення
У 2008 році Грейс створила канал на YouTube Beyond the Trailer, де вона обговорює кіно та кіноіндустрію. Станом на червень 2023 року на каналі 945 тисяч підписників. У 2012 році Beyond the Trailer став частиною цифрової мережі Penske Media Corporation.
З 2010 по 2011 рік Рендольф була ведучою щотижневого веб-шоу новин Marvel Comics The Watcher. Вона розповіла, що її звільнили з Marvel.
У 2011 році спільно з Bleeding Cool створила YouTube-канал Think About the Ink. Відеоролики досліджують комікси та індустрію коміксів, а також телевізійні адаптації властивостей коміксів. Останнє відео на канал було завантажено в березні 2015 року.
З 2012 по 2013 рік Грейс була пов'язана з Movieline. У 2014 і 2015 роках вона була кореспондентом WTNH NEWS8, з'являючись на Good Morning Connecticut.
У 2019 році Рендольф з'явилася в сцені після титрів у фільмі Zombieland: Double Tap в епізодичній ролі репортерки розважальних програм разом з актором Біллом Мюрреєм, який зіграв вигадану версію самого себе.

## Конфлікти

### Джеймс Ганн
Відомо, що у Грейс Рендольф спірні стосунки з режисером Джеймсом Ганном. У листопаді 2012 року Рендольф виступила за те, щоб Marvel Studios звільнили Ганна за образливі коментарі, які він зробив у 2009 році. У 2017 році Грейс заявила, що Ганн не дав Таносу велику роль у своїх фільмах «Вартові Галактики», тому що він не вважав персонажа цікавим. Ганн спростував її претензії та пізніше заявив, що Рендольф «любить просто вигадувати речі, які [він] сказав, тому що це допомагає їй отримувати кліки». Після того, як Грейс заявила, що персонаж Бейн з'явиться в серіалі «Миротворець» Ганна, Ганн сказав, що цей персонаж «не з'являється в кінці чи будь-де й має нуль рядків». Після того, як Рендольф повідомила, що реакція аудиторії на «Миротворця» була «менш ніж чудовою»; Ганн відповів, що «Грейс Рендольф буде плести фігню».

### ПерезйомкиХижих пташок
У червні 2020 року Рендольф повідомила, що фільм «Хижі пташки» зазнав «масових перезйомок», щоб усунути ймовірну сюжетну лінію, яка містить елементи педофілії. Режисерка Кеті Ян рішуче заперечувала звинувачення, применшуючи серйозність перезйомок, критикуючи Рендольф за відсутність у неї досліджень. Рендольф захистила свою доповідь, що призвело до суперечок між ними в Twitter, коли Ян поставила під сумнів довіру Рендольф як журналістки.

### Педро Паскаль іМандалорець
У вересні 2020 року Грейс заявила у відео-реакції на Beyond the Trailer, що зірка «Мандалорця» Педро Паскаль залишив зйомки на половині другого сезону через те, що йому було відмовлено більше часу на екрані без шолома головного героя. Рендольф також стверджувала, що поведінка Паскаля призвела до того, що Lucasfilm вбили його персонажа та замінили його Бобою Феттом (роль якого грає Темуера Моррісон) у третьому сезоні. Коли Паскаля запитали про це в інтерв'ю The One Show, він категорично заперечив заяви Рендольф, тоді як дублер Паскаля підтвердив участь Паскаля у всьому третьому сезоні в дописі в Instagram. Грейс відмовилася відкликати свою історію, стверджуючи, що сцена після титрів у фіналі другого сезону «Мандалорця», яка передвіщала «Книгу Боби Фетта», підтверджує її заяви. Джон Фавро, шоуранер «Мандалорця», пізніше уточнив, що «Книга Боби Фетта» була окремою від третього сезону «Мандалорця». Інші журналісти розкритикували те, як Рендольф розповіла про Паскаля, і вони назвали її репортаж клікбейтерським та відзначили відсутність у неї надійних джерел; вони також стверджували, що її заяви про те, що Паскаль не хоче співпрацювати на знімальному майданчику, потенційно могли зашкодити його репутації та кар'єрі.